# 희망가요
희망가요는 KBS 해피FM에서 방송했던 청취자 참여 음악 경연 라디오 프로그램이다.
1991년 5월 6일에 첫방송을 시작해 역대로 시간대와 DJ가 변경되어 방송됐으나 2016년 4월 24일 자로 25년 만에 방송을 마지막으로 폐지되었다.

## 역대 방송시간
| 방송 채널  | 방송 기간                         | 방송 시간                  |
| ---------- | --------------------------------- | -------------------------- |
| KBS 해피FM | 1991년 5월 6일 ~ 1996년 11월 3일  | 매일 오후 2:05 ~ 오후 4:00 |
| KBS 해피FM | 1996년 11월 4일 ~ 2001년 4월 8일  | 매일 오후 2:05 ~ 오후 3:55 |
| KBS 해피FM | 2003년 6월 2일 ~ 2008년 4월 20일  | 매일 오후 2:05 ~ 오후 3:55 |
| KBS 해피FM | 2001년 4월 9일 ~ 2003년 6월 1일   | 매일 오후 4:10 ~ 오후 5:55 |
| KBS 해피FM | 2008년 4월 21일 ~ 2016년 4월 24일 | 매일 오후 2:05 ~ 오후 3:57 |

## 역대 DJ

### 남자
- 1991년 5월 6일 ~ 1994년 4월 3일 : 이택림
- 1994년 4월 4일 ~ 1997년 4월 6일 : 임창제
- 1997년 4월 7일 ~ 2008년 4월 20일 : 이호섭
- 2008년 4월 21일 ~ 2016년 4월 24일 : 이무송

### 여자
- 1991년 5월 6일 ~ 1994년 4월 3일 : 정은아
- 1994년 4월 4일 ~ 1996년 3월 31일 : 홍영숙
- 1996년 4월 1일 ~ 1996년 11월 3일 : 임수민 아나운서 (1차)
- 1996년 11월 4일 ~ 1997년 4월 6일 : 진양혜
- 1997년 4월 7일 ~ 2016년 4월 24일 : 임수민 아나운서 (2차)